# Кадишев Євген Миколайович
Євген Миколайович Кадишев (нар. 8 серпня 1962, Чебоксари, РРФСР, СРСР) — російський економіст, організатор вищої освіти, муніципальний діяч. Глава міста Чебоксари (з 2017). Доктор економічних наук, професор.

## Біографія
У 1981 році закінчив Чебоксарский енергетичний технікум. У 1986 році закінчив Чуваський державний університет імені І. М. Ульянова, у 1993 — аспірантуру Санкт-Петербурзького державного політехнічного університету, захистив кандидатську дисертацію «Дослідження і проектування інтегрованої системи управління організацією».
У 1981 році почав працювати електромонтером з ремонту електроустаткування на Чебоксарському ВО імені В. І. Чапаєва. З 1986 року працював асистентом, старшим викладачем, доцентом, професором, завідувачем кафедри, деканом факультету управління та соціальних технологій ЧДУ імені І. М. Ульянова. У 2000 році захистив докторську дисертацію «Формування багаторівневої інтегрованої системи управління організацією», з 2016 року — проректор з наукової роботи ЧДУ імені І. М. Ульянова. Є членом Громадської ради при Голові міста Чебоксари. Член партії «Єдина Росія».
16 листопада 2018 року на засіданні Атестаційної комісії Міністерства науки і вищої освіти Російської Федерації було розглянуто кандидатури на посаду ректора ЧДУ ім. І. М. Ульянова. За підсумками розгляду були узгоджені кандидатури А. Александрова, проректора з наукової роботи ЧДУ ім. І. М. Ульянова Є. Кадишева і завідувача кафедри історії та культури зарубіжних країн ЧДУ ім. І. М. Ульянова О. Широкова. 12 грудня 2018 року на посаду ректора був переобраний А. Ю. Александров.
Одружений, виховує двох дітей. Дійсний член Академії електротехнічних наук Російської Федерації.

## Нагороди та звання
- Заслужений діяч науки Чуваської Республіки.
- Почесна грамота Міністерства освіти і науки РФ,
- Почесна грамота Міністерства економічного розвитку Чуваської Республіки.
- Медаль ордена «За заслуги перед Чуваської Республікою» (2019 рік)[3]